# Elegast

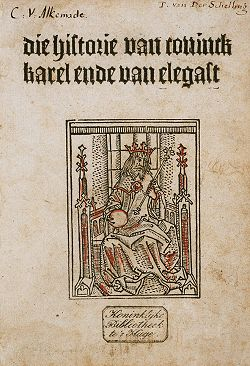
Antica pubblicazione di Karel ende Van Elegast.

Elegast (spirito elfo o ospite elfo) è l'eroe e ladro gentiluomo di Karel ende Elegast ("Carlo ed Elegast"), un poema epico medievale olandese. Nel poema Elegast forse rappresenta il re degli elfi. Si presenta come un cavaliere su un cavallo nero, un vassallo vagabondo di Carlo Magno che vive nella foresta.  Nel poema originale olandese si trova il nome Elegast, mentre nelle versioni tradotte del poema di solito si trova il nome Elbegast (in tedesco e in inglese) o Alegast (nella ballata scandinava).

## Karel ende Elegast
Secondo gli esperti il poema originale in olandese Karel ende Elegast probabilmente fu scritto alla fine del XII secolo, o nel XIII secolo. Il poema è ambientato nella regione del castello di Carlo Magno a Ingelheim. È un romanzo cavalleresco in lingua francone, dove Charlemagne ("Karel") è rappresentato come un re cristiano esemplare che diventa ladro nel corso di una strana avventura.
Il poema non presenta la storia di Elegast, ma racconta che Elegast era un vecchio amico di Carlo Magno, poi caduto in disgrazia e messo al bando, che viveva nella foresta. Il bando e la foresta lo connotano come elfo. Elegast aveva il potere magico di far addormentare le persone, poteva aprire le serrature senza usare le chiavi e aveva un'erba magica che se messa in bocca gli permetteva di parlare con gli animali. Viveva nella foresta, rubava ai ricchi e dava ai poveri. 
Riassumendo la trama, Carlo Magno ha una visione divina, si traveste da ladro e incontra Elegast di notte nella foresta. Elegast non riconosce il re a causa del suo travestimento. Carlo propone di svaligiare il castello del re, ma Elegast gli si dimostra fedele rifiutando di derubare proprio lui. Elegast porta invece Carlo con sé nel castello del di lui cognato, Eggeric van Eggermonde. Una volta penetrati nel castello, Elegast sente per caso Eggeric che progetta di uccidere Carlo, nonostante la sorella di Eggeric sia la moglie di Carlo. In questo modo Carlo scopre che nella sua corte c'è un traditore. Il giorno dopo, quando Eggeric arriva alla corte di Carlo, questi lo fa perquisire e trova le sue armi. Elegast duella con Eggeric e lo smaschera come traditore. Eggeric quindi viene ucciso e sua moglie viene data in moglie a Elegast. Elegast è riammesso alla corte di Carlo.

## Origini di Elegast
I nomi Elegast e Alegast sono varianti del nome teutonico Elbegast. 
Il nome è composto dalle due parole proto-germaniche "Alb" o "elbe" che significano rispettivamente "elfo" e "elfi". La parola "gast" significa o "ospite", "spirito" o "straniero" e si trova nell'antico sassone, tedesco antico, basso tedesco medio, alto tedesco antico, alto tedesco medio e olandese medio.
Nei testi dell'Edda si trova un nano chiamato Elbegast. Secondo le leggende del basso tedesco, Elbegast era un nano che rubava le uova dai nidi degli uccelli. Nel folclore e nelle leggende dell'Europa settentrionale Elbegast veniva chiamato re degli elfi e dei nani.
Secondo alcuni studiosi, Elegast è il personaggio Alberich, il cui nome significa "re degli elfi". Alberich era uno stregone nei testi dell'epica merovingia del V e dell'VIII secolo.

## Adattamenti
Adattamenti e traduzioni:
- Olandese: Karel ende Elegast (moderno: Karel en Elegast)
- Scandinavo: Alegast Vise (Ballata di Alegast)
- Danese: Krønike di Karl Magnus
- Norvegese: Karlamagnús saga
- Inglese: Ingelheim: Charlemagne the Robber di Lewis Spencer.
- Epica francese: Chanson de Basin (manoscritto perduto), Vie de Charlemagne
- Tedesco: Karlmeinet[5]